# Southport (Merseyside)
Southport is een plaats in het bestuurlijke gebied Sefton, in het Engelse graafschap Merseyside. De plaats telt 99.456 inwoners.

## Geschiedenis
Eind 18e eeuw werd het mode voor de welgestelden om de kuuroorden in het binnenland te verlaten en de kust te bezoeken om te baden in het zoute zeewater. In 1792 realiseerde William Sutton, de eigenaar van de Black Bull Inn in Churchtown (nu de Hesketh Arms ) en bij de lokale bevolking bekend als "The Old Duke", zich het belang van de nieuw aangelegde kanaalsystemen in het Verenigd Koninkrijk en richtte een badhuis op in de vrijwel onbewoonde duinen bij South Hawes aan de kust, op slechts 6 km afstand van het nieuw aangelegde Leeds and Liverpool Canal en twee mijl ten zuidwesten van Churchtown. Toen een weduwe uit Wigan in 1797 een huisje in de buurt bouwde voor seizoensgasten, bouwde Sutton snel een nieuwe herberg op de plek van het badhuis, dat hij het South Port Hotel noemde, en verhuisde het volgende seizoen om daar te gaan wonen. Er was geen haven, maar "Southport" werd al snel de naam van de stad. De plaatselijke bevolking dacht dat hij gek was en noemde het gebouw Duke's Folly, maar Sutton regelde transportverbindingen vanaf het kanaal dat door Scarisbrick liep, vier mijl van het hotel, en de handel was opmerkelijk goed. Het hotel bleef bestaan tot 1854, toen het werd afgebroken om plaats te maken voor verkeer aan het einde van Lord Street, maar de aanwezigheid ervan en de impact van de oprichter worden gemarkeerd door een plaquette in de buurt, door de naam van een straat op de kruising, namelijk Duke Street en door een hotel op Duke Street dat de erfenisnaam Dukes Folly Hotel draagt.
In de nacht van 9 december 1886 vond de ergste reddingsbootramp in de geschiedenis van het Verenigd Koninkrijk plaats voor de kust van Southport. Een vrachtschip genaamd de Mexico was op weg naar Zuid-Amerika toen het in de problemen kwam. Reddingsboten uit Lytham, St. Annes en Southport vertrokken om te proberen de opvarenden te redden. De bemanningen vochten tegen stormachtige winden terwijl ze naar het rampschip roeiden. De hele bemanning van de boot van St. Annes raakte vermist en alle bemanningsleden van Southport, op twee na, ook. In totaal verloren 28 reddingsbootmannen die nacht het leven, waardoor veel weduwen en wezen achterbleven.
Eind juli 2024 vond er op een dansschool in de stad een steekincident plaats, waarbij drie jonge kinderen overleden. Het incident werd internationaal groot nieuws. Er volgden grootschalige protesten in tientallen steden in het Verenigd Koninkrijk. De protesten werden vooral aangewakkerd vanuit extreemrechtse hoek. De dader wordt terrorisme ten laste gelegd na de vondst van een handboek van al-Qaida.

## Bekende inwoners van Southport

### Geboren
- William Rimmer (1862-1936), componist en dirigent
- Thomas Augustine Barrett (1864-1928), componist en organist
- Julian Wylie (Samuelson) (1878-1934), theaterproducer (King of Pantomime)
- Lauri Wylie (1880-1951), acteur en schrijver
- G.B. Samuelson (1889-1947), filmproducer
- Marc Almond (1957), zanger en liedjesschrijver (Soft Cell)
- Miranda Richardson (1958), actrice
- Lee Mack (1968), komiek
- David Mitchell (1969), schrijver
- Liam Bond (1970), Welsh golfer
- Neil McDermott (1980), acteur
- David Jones (1984), voetballer
- Michael Rimmer (1986), atleet
- Ben Parker (1987) golfer
- Francesca Halsall (1990), zwemster
- Jack Rodwell (1991), voetballer
- Tommy Fleetwood (1991), golfer

### Overleden
- Howard Kendall (1946-2015), voetbaltrainer en voetballer

## Galerij

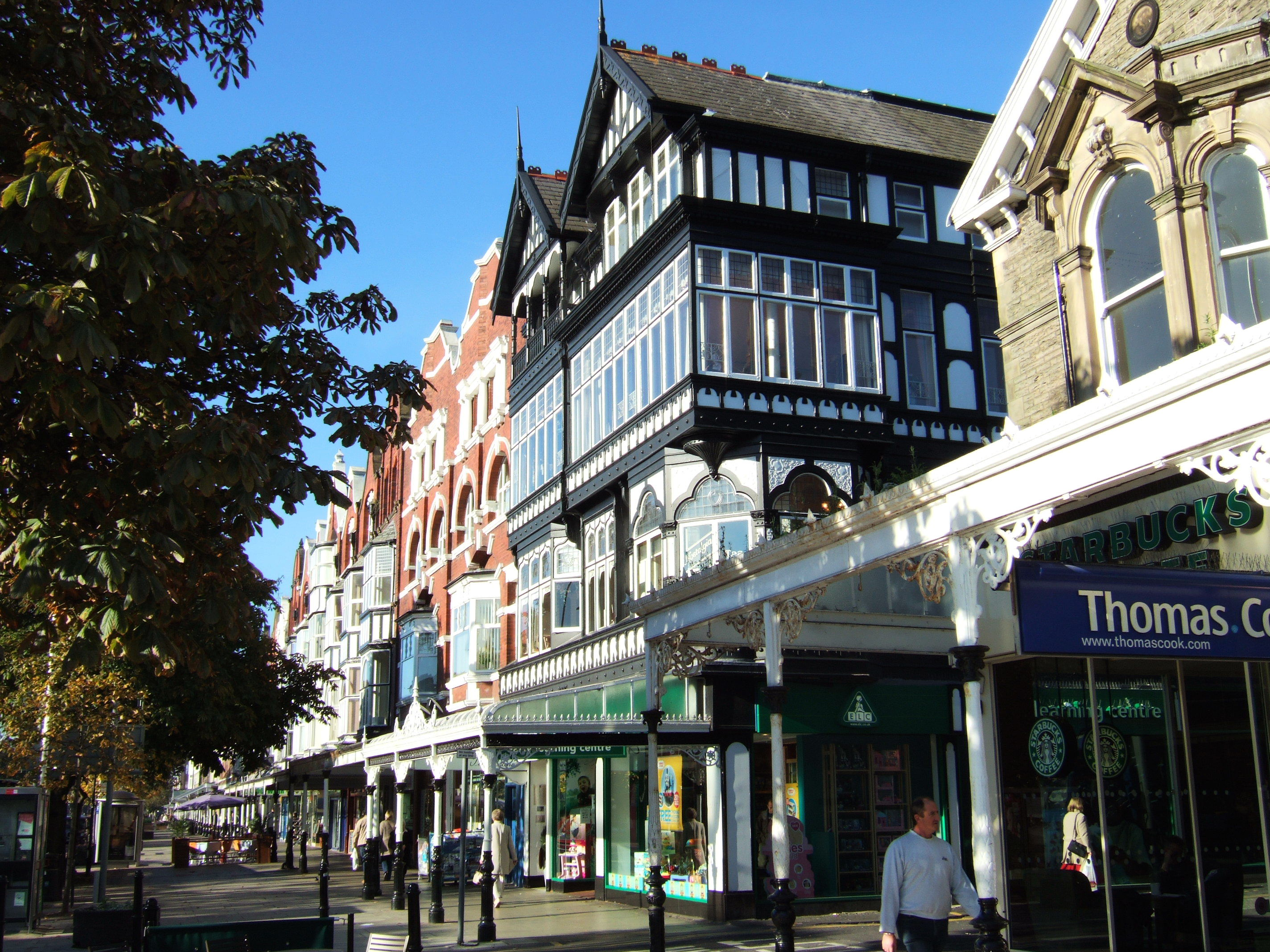
Lord Street, Southport
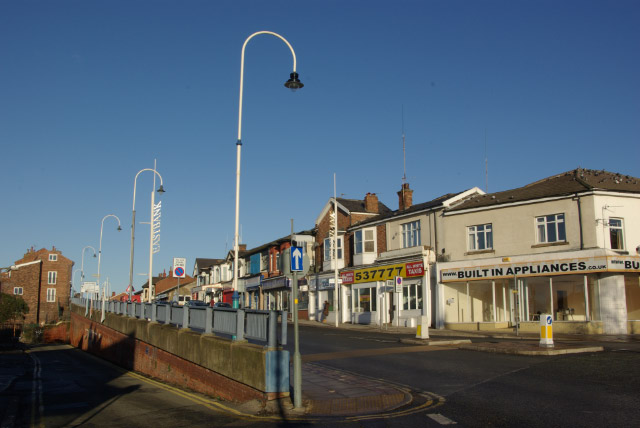
Eastbank Street, Southport
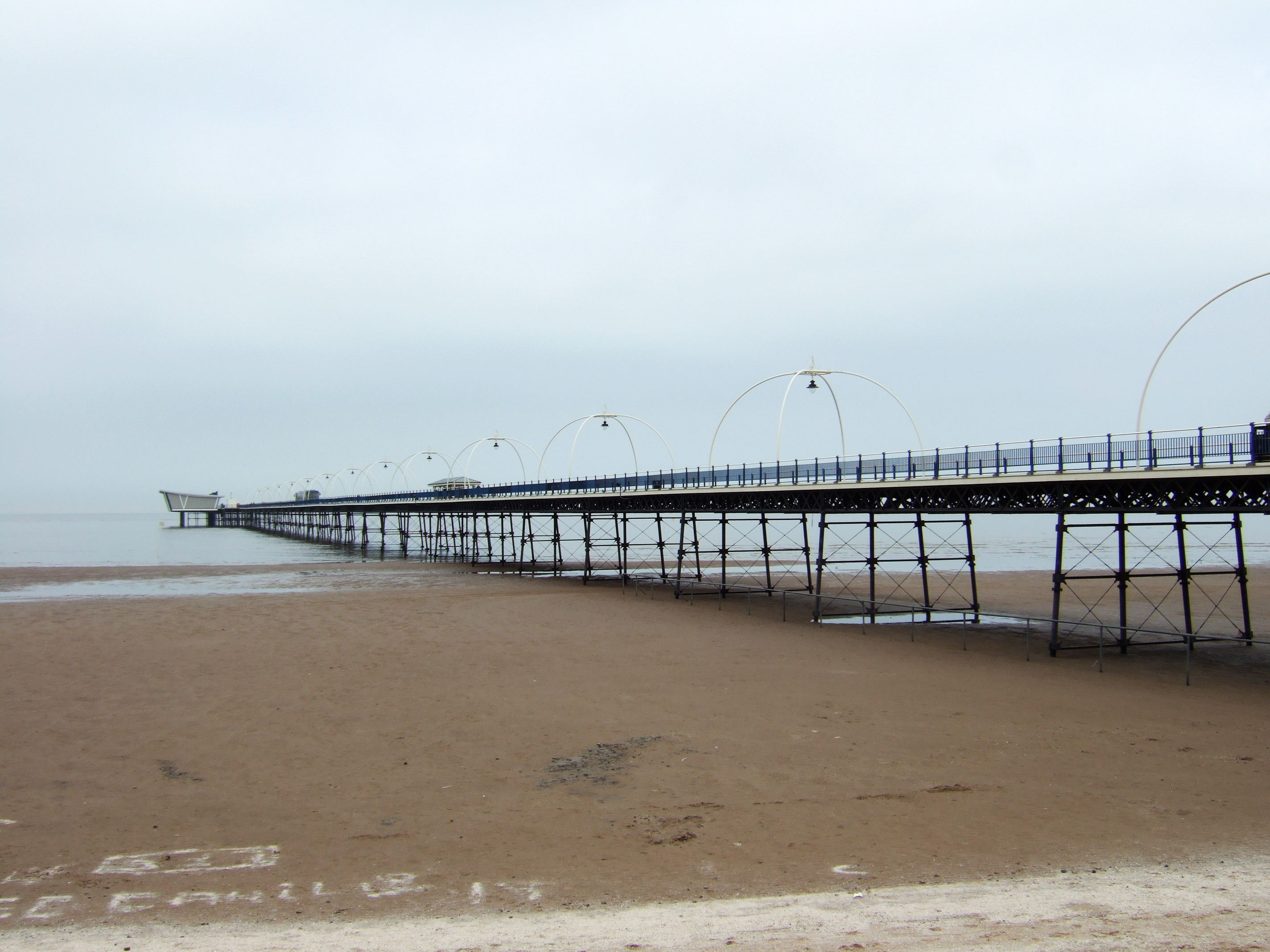
Pier van Southport
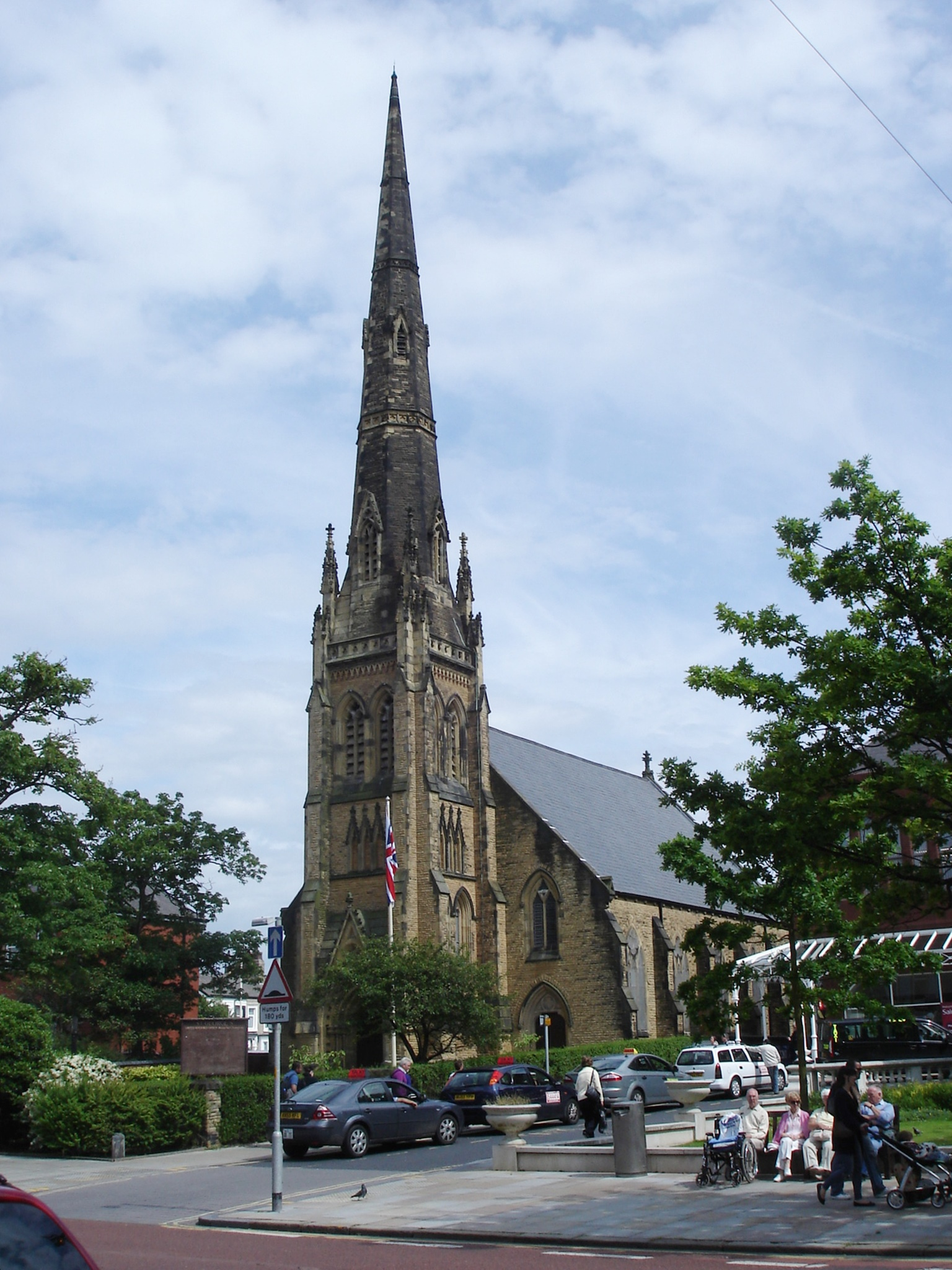
Kerk van St. George, Southport
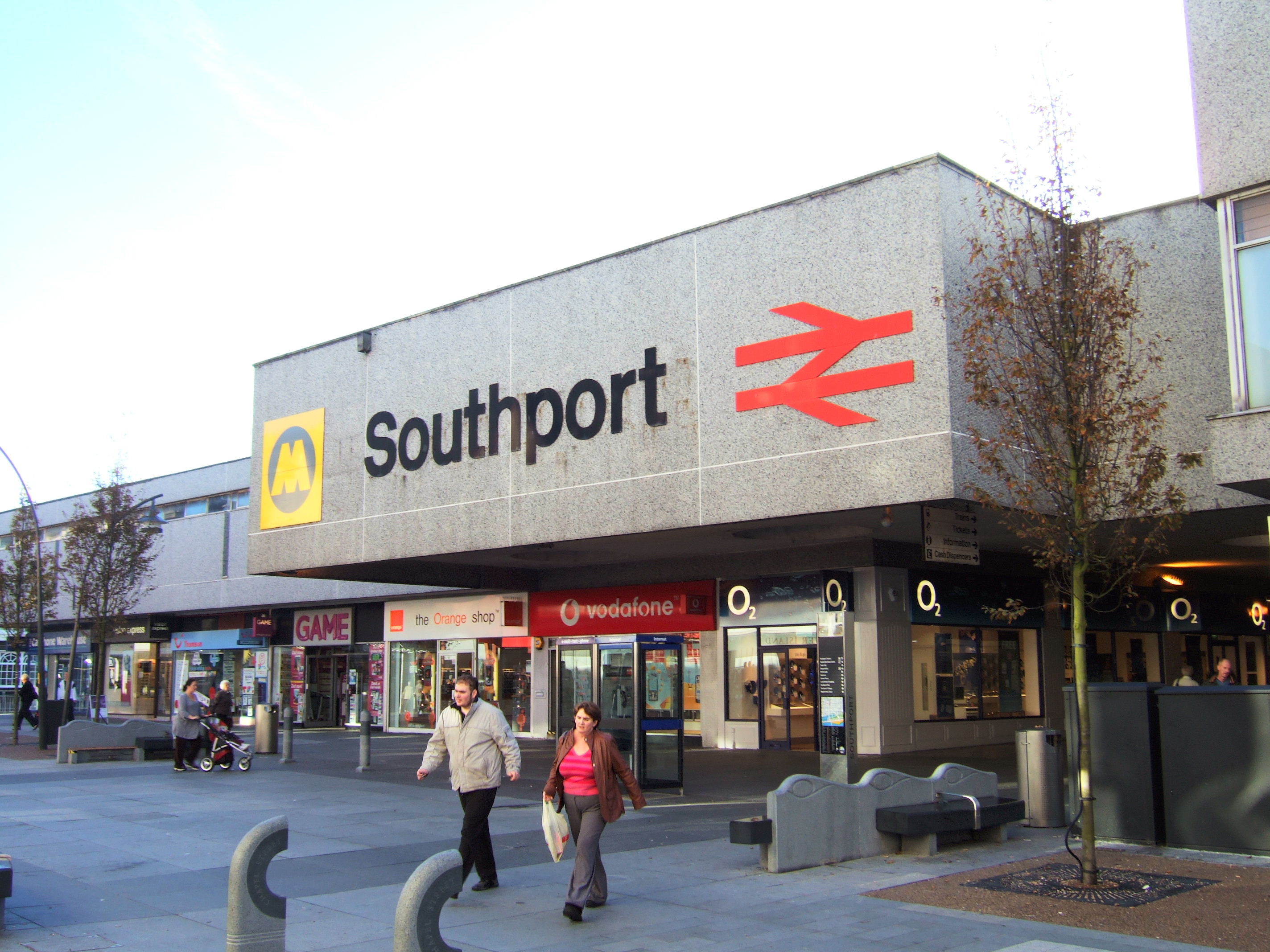
Station van Southport